# Vance Breese
Vance Breese född 20 april 1904 i Keystone, Washington, död 1973 var en amerikansk flygare och flygfabriksgrundare.
Breese grundade 1926 företaget Breese Aircraft Company, där han var verkställande direktör 1927-1934. Företagets största framgång var monoflygplanet Breese 5 som såldes i sju exemplar. Två av flygplanen Pabco Pacific Flyer och Aloha deltog i 1927 års Dole air race, från Oakland till Hawaii. Flygplanet Aloha lyckades komma in på andra plats i tävlingen med Breese som pilot.
Breese deltog själv i ett flertal tävlingar 1926 ställde han upp i National Air Tour med ett Ryan M-1 monoflygplan. Tävlingen startade 7 augusti 1926 och avslutades 21 augusti i Dearborn Michigan, under tävlingen landade man i fjorton olika städer. Han slutade åtta i deltävlingen om Ford Touring Trophy efter att ha legat etta från tävlingens start till den 19 augusti då man landade i Cleveland Ohio.
Tillsammans med Gerard "Jerry" Vultee startade han Airplane Development Corporation 1932. Företaget köptes senare upp av Errett Lobban (E.L.) Cord och blev ett dotterbolag i hans företagsgrupp. 
Under 1933-34 flyttade han till Kalifornien där han anställdes av Northrop Corporation som testpilot. Han demonstrationsflög Northrop Navy fighter, och utförde flygtester för Fokker. 1937 anställdes han av Bennett Aircraft Corp. som verkställande direktör och testpilot. 
Breese kom senare att arbeta som testpilot vid Lockheed, där han ansvarade för flygutprovningen av Lockheed P-38 Lightning. Han var även den pilot som flög prototypflygplanet NA-73X första gången 26 oktober 1940.